# Quentin Maceiras
Quentin Maceiras (* 10. Oktober 1995 in Sitten) ist ein Schweizer Fussballspieler.

## Karriere
Maceiras begann seine Laufbahn in der Jugend des FC Sion, bevor er zur Spielzeit 2013/14 zum Fünftligisten FC Sierre wechselte. Bis Saisonende absolvierte er 22 Partien in der 2. Liga interregional, der fünfthöchsten Schweizer Spielklasse, wobei er ein Tor erzielte. Zur Saison 2014/15 schloss er sich dem Viertligisten FC Oberwallis Naters an. Bis zum Ende der Spielzeit kam er zu 25 Spielen in der 1. Liga und schoss dabei ein Tor. 2015/16 folgten bis zum Februar 14 Partien in der vierthöchsten Schweizer Spielklasse sowie je ein Spiel in der Qualifikation und in der 1. Runde des Schweizer Cups, als Naters gegen den FC Red Star Zürich verlor und somit aus dem Wettbewerb ausschied.
Daraufhin kehrte er Anfang 2016 zum FC Sion zurück, bei dem er zunächst in der zweiten Mannschaft eingesetzt wurde. Am 5. März (18. Spieltag) gab er beim 0:1 gegen den FC Tuggen sein Debüt für die Reserve der Sittener in der drittklassigen Promotion League, als er in der Startelf stand. Am 25. Mai 2016, dem 36. Spieltag, debütierte er zudem für die Profis in der erstklassigen Super League, als er beim 2:2 gegen den FC Luzern in der Nachspielzeit der zweiten Hälfte für Léo Itaperuna eingewechselt wurde. Dies blieb sein einziger Einsatz für die erste Mannschaft 2015/16; für die zweite Mannschaft kam er bis Saisonende zu zwölf Spielen. 2016/17 absolvierte er 24 Partien für die Reserve in der Promotion League sowie zwei Spiele für die Profis in der Super League, wobei er ein Tor erzielte.
In der folgenden Qualifikation zur UEFA Europa League im Juli und August 2017, für die sich Sion über den 4. Platz in der Abschlusstabelle qualifiziert hatte, schied die Mannschaft gegen den ersten Gegner Sūduva Marijampolė aus Litauen nach Hin- und Rückspiel mit insgesamt 1:4 Toren aus dem Wettbewerb aus. Maceiras kam in beiden Spielen zum Einsatz. In der parallel stattfindenden Super-League-Spielzeit 2017/18 spielte er bis zum Ende der Saison 21-mal; im Schweizer Cup, in dem Sion in der 2. Runde gegen den Drittligisten FC Stade Lausanne-Ouchy verlor, wurde er zweimal eingesetzt und traf dabei einmal. Ausserdem absolvierte er eine Partie für die zweite Mannschaft in der Promotion League.
2018/19 avancierte er zum Stammspieler der ersten Mannschaft und kam bis zum Saisonende zu 30 Partien in der ersten Schweizer Liga, wobei er ein Tor schoss. Im Schweizer Cup, in dem Sion im Viertelfinal in der Verlängerung dem FC Basel unterlag, spielte er viermal. 2019/20 wurde er erneut 30-mal in der Super League eingesetzt; im Schweizer Cup absolvierte er fünf Partien, Sion schied im Halbfinal gegen den BSC Young Boys aus. Zudem spielte er einmal für die Reserve in der Promotion League.
Zur Spielzeit 2020/21 unterschrieb er einen Vertrag beim Serienmeister BSC Young Boys (YB).
In der folgenden Qualifikation zur UEFA Champions League im August und September 2020 schied YB nach einem 3:1 gegen den KÍ Klaksvík von den Färöern mit 0:3 gegen den zweiten Gegner, den dänischen Meister FC Midtjylland, aus, erreichte aber durch ein 3:0 gegen den albanischen Club KF Tirana die Gruppenphase der UEFA Europa League, die YB als Zweiter beendete. In der Zwischenrunde gewann YB nach Hin- und Rückspiel mit insgesamt 6:3 Toren gegen den deutschen Verein Bayer 04 Leverkusen. Im Achtelfinal verlor YB schliesslich mit insgesamt 0:5 gegen den niederländischen Rekordmeister Ajax Amsterdam. Maceiras kam in vier der dreizehn internationalen Partien zum Einsatz. In der parallel stattfindenden Super-League-Saison spielte er bis zum Saisonende 21-mal, wobei er ein Tor erzielte; im Schweizer Cup wurde er einmal eingesetzt, als die Berner im Achtelfinal dem FC St. Gallen unterlagen. In der Liga gewann YB erneut den Meistertitel.
Im Sommer 2023 wechselte er nach Ungarn zum Puskás Akadémia FC.

## Erfolge
BSC Young Boys
- Schweizer Meister 2021 und 2023
- Schweizer Cupsieger 2023